# Altun

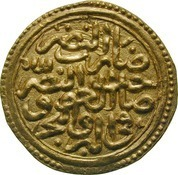
Altun (sultani)

Altun (turecky altin = zlato) je zlatá mince zavedená roku 1454 osmanským sultánem Mehmedem II. Jde o vedoucí nominál osmanského mincovnictví. Původně měla hmotnost 3,43 g. Byla nazývána též sultani.